# Любка Андрій Степанович
Андрі́й Лю́бка (нар. 3 грудня 1987, Рига) — український письменник романіст, поет, перекладач та есеїст. Член Українського ПЕН.

## Життєпис
Народився в Ризі (Латвія), де тоді навчалася його мама. Довгий час мешкав у місті Виноградові Закарпатської області. Закінчив Мукачівський ліцей з посиленою військово-фізичною підготовкою.
З 2005 по 2009 навчався та закінчив Ужгородського національного університету та отримав ступінь спеціаліста з української філології.
2012—2014 — навчався у Варшавському університеті, де отримав ступінь магістра з балканських студій.
Вірші та переклади Любки друкувалися у журналах «Київська Русь», «ШО», «Всесвіт», «Потяг-76», «Post-Поступ», альманахах «Джинсове покоління», «Карпатська саламандра», «Корзо», «Кур'єр Кривбасу» тощо.
Член літоб'єднання Ротонда. 2012 року разом із Dj Dimka Special-K видав альбом аудіовіршів «Перед вибухом поцілуємося».
Любка — частий учасник багатьох українських і міжнародних культурних заходів у Берліні, Варшаві, Києві, Празі, Стамбулі, Кракові, Інсбруку, Ляйпціґу, Львові, Одесі, Харкові, Дармштадті та ін.

### Суспільно-політична діяльність
Колумніст видань ART Ukraine, Радіо Свобода, Контракти, Збруч. Гостьовий редактор спеціального числа польського журналу «Tygiel Kultury», присвяченого сучасній українській культурі (Лодзь, 2010).
Один із організаторів акцій в Ужгороді на підтримку Віктора Ющенка під час Помаранчевої революції. На президентських виборах у Білорусі 2006 року юнак став спостерігачем на виборах та одним із групи радників кандидата в Президенти Аляксандра Мілінкевіча, брав участь у акціях протесту. Просидів 15 діб у білоруській в'язниці та був висланий з країни.
У 2006—2008 роках очолював студентський парламент Ужгородського національного університету.
У лютому 2012 року читачі порталу Мукачево.нет під час відкритого голосування обрали Андрія Любку «Найзавиднішим женихом Закарпаття».
У травні 2018 підтримав незаконно засудженого у Росії українського режисера Олега Сенцова.
Член Комітету з Національної премії України імені Тараса Шевченка.
Директор Інституту Центральноєвропейської Стратегії, діяльність якого зосереджена на пришвидшенні європейської та євроатлантичної інтеграції України шляхом побудови добросусідських відносин в Центральній Європі та зміцненні ролі громадянського суспільства в демократичній Україні.
Програмний директор Форуму розвитку Re:Open Zakarpattia, співорганізатор академії Dilemma в рамках Dialogues on Europe та головний редактор ініціативи Re:Open Ukraine.
Амбасадор проєкту 4.5.0. Recovery Center — ефективного майданчика для відновлення і реабілітації українських героїв.

### Після повномасштабного вторгнення
З лютого 2022 році став волонтером та зайнявся допомогою бійцям ЗСУ. Станом на грудень 2024 року він придбав 365 автомобілів для армії.
Нагороджений відзнаками Головнокомандувача ЗСУ та Міністра оборони України, численними подяками від підрозділів ЗС України.
В січні 2022 року відбувся випуск збірки Андрія Любки «Щось зі мною не так».

## Особисте життя
Живе в Ужгороді. 31 серпня 2017 року одружився з Юлією Пелепчук. 
16 липня 2020 року у пари народилась донька Уляна. 26 червня 2023 народилася донька Ярина. 

### Поетичні збірки
- Андрій Любка. Вісім місяців шизофренії. — У. : Ліра, 2007. — 60 с. — ISBN 978—966 8266-61-4.
- Андрій Любка. Тероризм:Навчальний посібник, вибрані поезії. — Л. : Піраміда, 2008. — 104 с. — ISBN 978—966-441-083-7.
- Андрій Любка. Сорок баксів плюс чайові. — Кам'янець-Подільський : Meridian Czernowitz, 2012. — 130 с. — ISBN 978—966-2771-07-7.

### Проза
Романи
- Андрій Любка. «Карбід», роман. Чернівці: Книги — ХХІ; Meridian Czernowitz, 2015. 286 с. ISBN 978-617-614-103-7
- Андрій Любка. «Твій погляд, Чіо-Чіо-сан», роман. Чернівці: Книги — ХХІ; Meridian Czernowitz, 2018. 336 с. ISBN 978-966-97679-7-4
- Андрій Любка. «Малий український роман». Чернівці: Книги — ХХІ; Meridian Czernowitz, 2020. 208 с. ISBN 978-617-7807-07-9

Збірки короткої прози
- Андрій Любка. «Кілер. Збірка історій», збірка оповідань. Львів: ЛА «Піраміда». 2012. ? стор. ISBN 978-966-441-257-2
- Андрій Любка. «Спати з жінками», збірка есеїв і колонок . Чернівці: Книги — ХХІ; Meridian Czernowitz, 2014. 168 с. ISBN 978-966-2147-57-5[15]
- Андрій Любка. «Кімната для печалі», збірка оповідань. Чернівці: Meridian Czernowitz, 2016. 192 с. ISBN 978-617-614-148-8
- Андрій Любка. «Саудаде», збірка оповідань. Чернівці: Meridian Czernowitz, 2017. 192 с. ISBN 978-617-614-172-3
- Андрій Любка. «Кілер+», збірка оповідань. Чернівці: Книги — ХХІ; Meridian Czernowitz, 2018. 176 с. ISBN 978-617-614-197-6
- Андрій Любка. «У пошуках варварів. Подорож до країв, де починаються й не закінчуються Балкани». Чернівці: Meridian Czernowitz, 2019. 384 с. ISBN 978-617-7807-01-7
- Андрій Любка. «Щось зі мною не так». — Кам'янець-Подільський : Meridian Czernowitz, 2022. — 256 с. — ISBN 9786178024215.
- Андрій Любка. «Війна з тильного боку» — Чернівці: Meridian Czernowitz, 2024. 280 с. ISBN 978-617-7807-15-4

### Казки
- «Казкето-Друкето» (2024)[16]

### Переклади іншомовних авторів українською
- Богдан Задура. Нічне життя / пер. з пол. Андрій Любка. — Л. : Піраміда, 2012. — 140 с. — ISBN 9789664412862.
- Богдан Задура. Найгірше позаду / пер. з пол. Андрій Любка. — Ч. : Книги - XXI, 2015. — 164 с. — ISBN 978-617-614-101-3.
- Лідія Осталовська. Акварелі / пер. з пол. Андрій Любка. — Ч. : Книги – ХХІ; Meridian Czernowitz, 2014. — 192 с. — ISBN 978-617-614-043-6.
- Марко Поґачар. Людина вечеряє в капцях свого батька / пер. з хор. Андрій Любка, Алла Ткаренко. — Ч. : Книги - XXI, 2015. — 164 с. — ISBN 978-617-614-149-5.
- Срджан Валяревич. Комо / пер. з хор. Андрій Любка. — Ч. : Книги – ХХІ, 2016. — 208 с. — ISBN 978-617-614-123-5.
- Светислав Басара. Фама про велосипедистів / пер. з хор. Андрій Любка. — Ч. : Книги – ХХІ, 2017. — 288 с. — ISBN 978-617-614-188-4.
- Мухарем Баздуль. Концерт / пер. з хор. Андрій Любка. — Ч. : Книги – ХХІ, 2018. — 112 с. — ISBN 978-617-614-211-9.
- Мілєнко Єрґович. Батько / пер. з хор. Андрій Любка. — Ч. : Книги – ХХІ, 2018. — 192 с. — ISBN 978-617-614-226-3.

Також до збірки «Антологія молодої поезії США» (2016) увійшли такі переклади Андрія Любки:
- Л. Ламар Вілсон — «Дорогий дядечко Сем»;
- Джулія Елізабет Ґуез — «Епілог», «Яким би могло бути повноліття на Півдні», «Молочний зуб»;
- Брендон Крайтлер — «Джон Вейн на муніципальному показі»;
- Марк Маккі — «І Господь Бог робив одяг зі шкіри»;
- Стівен Мотіка — «Ніч серед дубів»;
- Самотній Христофор — «Справжня любов», «Імператор, він мов цілковитий контроль»;
- Закарі Шомберґ — «Що мене вб'є», «Озеро», «Прекрасний острів».

### Переклади творів Любки іншими мовами
Окремі вірші автора перекладено англійською, німецькою, сербською, португальською, російською, білоруською, чеською та польською мовами.
Польською
- Andriy Lubka. Killer. — Biuro Literackie, 2013. — 125 с. — ISBN 9788363129392.
- Andriy Lubka. Karbid. — Warsztaty Kultury w Lublinie, 2016. — 200 с. — ISBN 9788364375170.
- Andriy Lubka. Pokój do smutku. — Warsztaty Kultury w Lublinie, 2018. — ? с. — ISBN 9788364375279.

Німецькою
- Andrij Ljubka: Notaufnahme. Ukrainische Gedichte. Aus dem Ukrain. von Team-Baes-Low-Lectured. Edition BAES. Zirl 2012. ISBN 978-3-9503233-2-0.

Англійською
- Carbide. Translated by Reilly Costigan-Humes and Isaac Stackhouse Wheeler. Jantar Publishing, London 2020.

Сербською
- Карбид. Превео Андрий Лаврик. Архипелаг, Београд, 2021.

## Фільмографія
2013 року Андрій зіграв головну роль поета-ловеласа в романтичному кліпі [Архівовано 31 січня 2014 у Wayback Machine.] пісні «До мило́ї» гурту «Rock-H (Рокаш)».

## Премії та стипендії
- Лауреат літературної премії «Дебют» (2007)
- Лауреат літературної премії «Київські лаври» (2011)
- Гість письменницької резиденції, стипендіат «Homines Urbani» Stowarzyszenie Willa Decjusza в Кракові, Польща (2009).
- Гість письменницької резиденції, стипендіат Ventspilshouse, Латвія (Вентспілс, 2010).
- Стипендіат програми міністра культури Польщі «Gaude Polonia», Варшава, Польща (2010 та 2012).
- Гість письменницької резиденції, стипендіат Internationales Haus der Autorinnen und Autoren Graz (Ґрац, Австрія, 2012).
- Один із кураторів Міжнародного літературного фестивалю «Київські лаври — 2009».
- Один із кураторів Міжнародного поетичного фестивалю Meridian Czernowitz.
- Один із кураторів Міжнародного літературного фестивалю «Київські лаври — 2013».
- International Writers House in Pecs (Pecs, Hungary, 2016)
- Central European Initiative Vilenica (Ljubljana, Slovenia, 2017)
- Лауреат літературної премії Фонду Ковалевих за найкращу прозову книжку року (2017).
- Лауреат премії імені Юрія Шевельова за модерну есеїстику («Саудаде», 2017).
- House for Writers (Pazin, Croatia, 2018)
- MuzeumsQuartier Residency (Wien, Austria, 2019)
- Krokodil Residency (Belgrade, Serbia, 2019)
- Увійшов до списку “100 лідерів України” за версією «Української правди» (2023) [18]
- Отримав відзнаку Аспен Інституту Київ за приклад ціннісно-орієнтованого лідерства (2023) [19]
- Лауреат літературної премії імені Джозефа Конрада-Коженьовського (2024)[20].

### Антипремії
- 2020 — премія «Золотий хрін» за найгірший опис сексу в українській літературі («Малий український роман»).[21]